# Envoltura del cloroplasto
Los cloroplastos contienen varias membranas importantes, vitales para su función. Al igual que las mitocondrias, los cloroplastos tienen una envoltura de doble membrana, llamada envoltura del cloroplasto, pero a diferencia de las mitocondrias, los cloroplastos también tienen estructuras internas de membrana llamadas tilacoides. Además, una o dos membranas adicionales pueden encerrar a los cloroplastos en organismos que sufrieron endosimbiosis secundaria, como los euglénidos y las cloraracniófitas.
Los cloroplastos proceden de la endosimbiosis por engullimiento de una cianobacteria fotosintética por la célula eucariota, ya «"mitocondriada"». A lo largo de millones de años, la cianobacteria endosimbiótica evolucionó estructural y funcionalmente, conservando su propio ADN y la capacidad de dividirse por fisión binaria (no mitóticamente), pero renunciando a su autonomía mediante la transferencia de algunos de sus genes al genoma nuclear.

## Membranas envolventes
Cada una de las membranas envolventes es una bicapa lipídica de entre 6 y 8  nm de grosor. La composición lipídica de la membrana externa es de un 48% de fosfolípidos, un 46% de galactolípidos y un 7% de sulfolípidos, mientras que la membrana interna contiene un 16% de fosfolípidos, un 79% de galactolípidos y un 5% de sulfolípidos en los cloroplastos de las espinacas.
La membrana externa es permeable a la mayoría de los iones y metabolitos, pero la membrana interna del cloroplasto está altamente especializada con proteínas de transporte. Por ejemplo, los carbohidratos son transportados a través de la membrana de la envoltura interna por un translocador de triosa fosfato. Las dos membranas de la envoltura están separadas por un espacio de 10 a 20 nm, llamado espacio intermembrana.

## Membrana tilacoide
Dentro de las membranas envolventes, en la región denominada estroma, hay un sistema de compartimentos de membrana aplanados interconectados, denominados tilacoides. La membrana tilacoide es bastante similar en composición lipídica a la membrana de la envoltura interna, que contiene 78 % de galactolípidos, 15,5 % de fosfolípidos y 6,5 % de sulfolípidos en los cloroplastos de la espinaca. La membrana tilacoide encierra un único compartimento acuoso continuo llamado luz tilacoide.
En ellas se produce la absorción de la luz y la síntesis de ATP, y contienen muchas proteínas, incluidas las que intervienen en la cadena de transporte de electrones. Los pigmentos fotosintéticos, como las clorofilas a, b y c, y algunos otros, como las xantofilas, los carotenoides y las ficobilinas, también están incrustados en la membrana del granum. A excepción de la clorofila a, todos los demás pigmentos asociados son "accesorios" y transfieren energía a los centros de reacción de los fotosistemas I y II.
Las membranas del tilacoide contienen los fotosistemas I y II, que recogen la energía solar para excitar electrones que se desplazan por la cadena de transporte de electrones. Esta caída exergónica de la energía potencial a lo largo del trayecto se utiliza para extraer (¡no bombear!) iones H+ del lumen del tilacoide hacia el citosol de una cianobacteria o el estroma de un cloroplasto. Se forma un gradiente pronunciado de H+ que permite que se produzca la quimiosmosis, en la que la ATP-sintetasa transmenbrana del tilacoide cumple una doble función como "puerta" o canal para los iones H+ y como sitio catalítico para la formación de ATP a partir de ADP + un ion PO43-.
Los experimentos han demostrado que el pH dentro del estroma es de aproximadamente 7,8, mientras que el del lumen del tilacoide es de 5. Esto corresponde a una diferencia de seis veces la concentración de iones H+. Los iones H+ atraviesan la puerta catalítica de la ATP-sintasa. Este fenómeno quimiosmótico también se produce en las mitocondrias.